# Mănăstirea minoriților din Târgu Secuiesc
Mănăstirea minoriților din Târgu Secuiesc este un ansamblu de monumente istorice aflat pe teritoriul orașului Târgu Secuiesc.
Mănăstirea a fost construită în perioada 1740-1828. Partea din spate și cele două laturi ale mănăstirii au fost construite în anul 1740 în stil baroc, iar în anul 1828 a fost ridicată latura clădirii dinspre stradă, alături de Biserica romano-catolică „Sfânta Treime”.
Ansamblul este format din următoarele monumente:
- Biserica „Sf. Treime” (cod LMI CV-II-m-A-13290.01)
- Claustru (cod LMI CV-II-m-A-13290.02)
- Capelă (cod LMI CV-II-m-A-13290.03)
- Poarta barocă (cod LMI CV-II-m-A-13290.04)

## Istoric

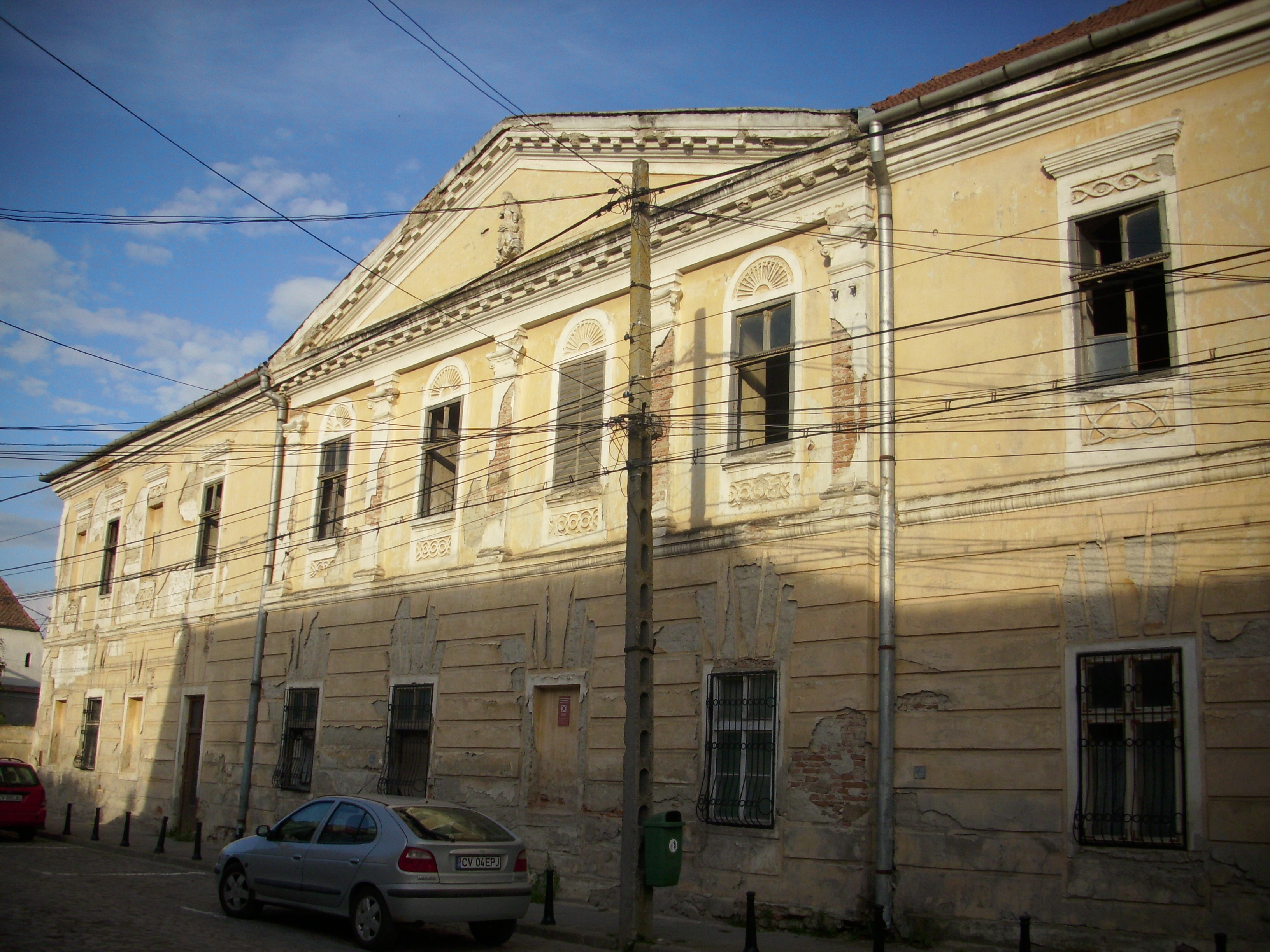
Claustrul mănăstirii (monument istoric)

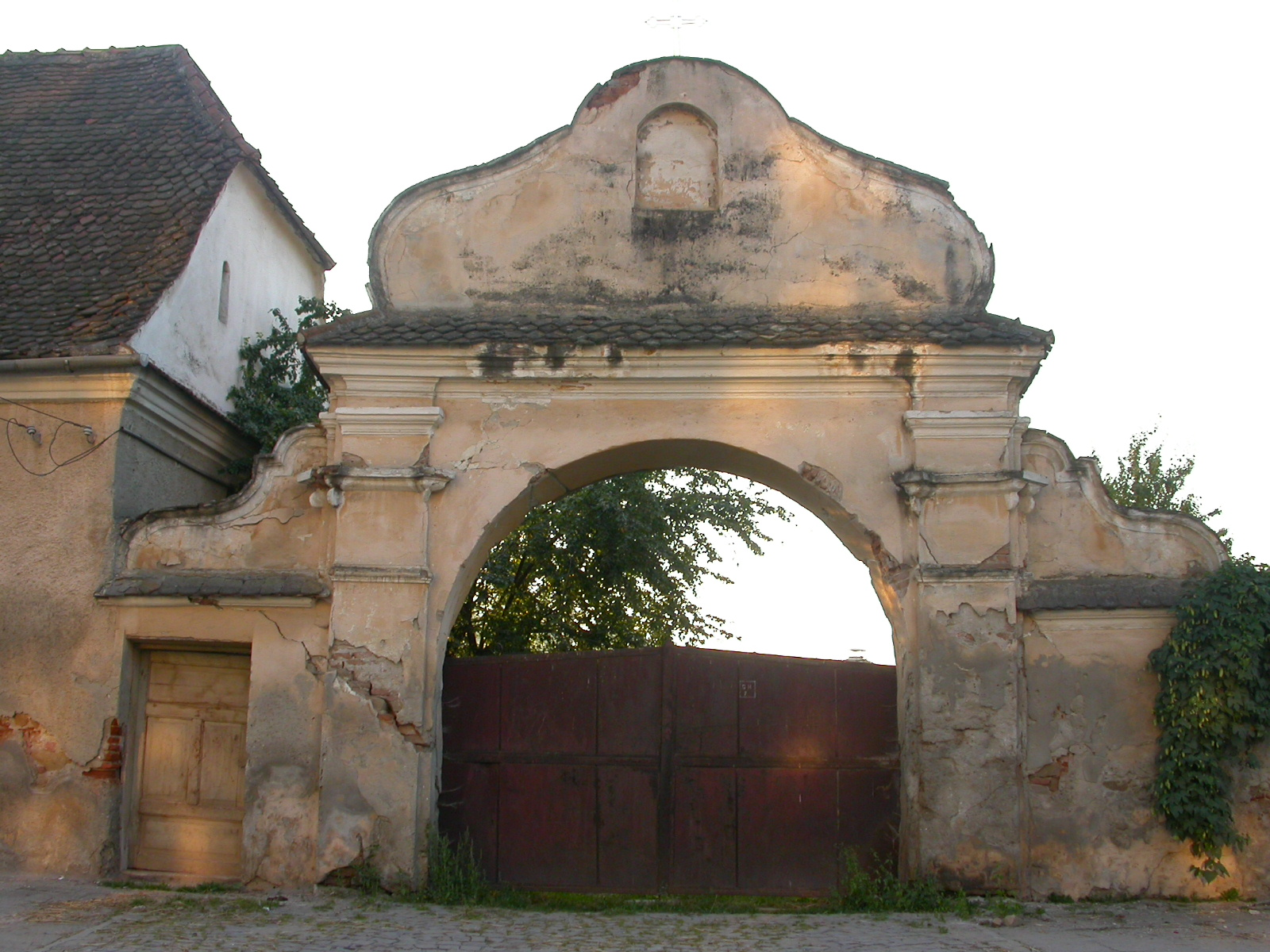
Poarta barocă (monument istoric)

În anii 1690 franciscanii s-au stabilit în această clădire, iar mai târziu călugării franciscani minoriți le-au luat locul. Conform înregistrărilor, piatra de temelie a așa-numitei mănăstiri supraetajate a fost pusă în 1722, iar în 1795 a fost construită spatele mănăstirii. Restul e îndeplinit în 1828. 
Statuia Sf. Maria, făcută în stil baroc, plin de patos, e înconjurată de îngeri. Alături de biserica spațioasă dedicată Sfintei Treimi, mănăstirea include o curte dreptunghiulară. 
De la naționalizarea din 1948 starea mănăstirii s-a deteriorat și plafonul s-a chiar prăbușit în mai multe locuri. 
Fiindcă, în trecut, a existat un lac, mănăstirea este pe un sol ușor seismic și argilos; așadar, are acum probleme de stabilitate. 
Până în prezent parohia locală a reușit să renoveze doar câteva camere, dar cea mai mare parte a mănăstirii necesită o renovare cuprinzătoare.